# Expectoration
L'expectoration est l'expulsion par la bouche, au cours d'un effort de toux, de produits pathologiques provenant des voies bronchopulmonaires et aériennes supérieures. 

Le même terme d'expectoration peut aussi s'appliquer aux matières ainsi expulsées, l'expectorat : crachats ou glaires.
Ces sécrétions sont issues de l'appareil respiratoire et de la cavité orale (mucus, salive...) et elles sont l'une des voies de contagion pour certaines bactéries ou virus infectant l'arbre respiratoire (virus grippal notamment). Elles ne doivent pas être confondues avec des sécrétions provenant de l'appareil digestif (en présence de sang, il suffit de comparer les deux couleurs du sang pour pouvoir déterminer l’origine : digestive ou respiratoire).

## Mécanisme
L'expectoration peut se produire lors d'efforts de toux, volontaires ou réflexes.
La toux associée à l'expectoration est dite « toux productive », par opposition à la toux sans crachats dite non productive ou « toux sèche ».
L'expectoration survient après remontée des sécrétions bronchiques grâce au tapis mucociliaire et expulsées par la bouche sous forme de crachats et d'aérosols composés de fines gouttelettes, souvent infectieuses,,.
Les expectorats peuvent être non expulsés : ils sont alors déglutis, de manière réflexe, ce qui est le cas le plus fréquent, notamment chez les femmes et les enfants.

## Typologie
On distingue les expectorats selon leur aspect :
- muqueux (crachat blanc visqueux) ;
- purulent (crachat jaune vert compact) ;
- séreux (crachat blanc fluide mousseux) ;
- hémoptoïque (contenant du sang).

## Pharmacopée
Il existe des remèdes traditionnels ou des sirops issus de l'industrie pharmaceutique expectorants, destinés à désencombrer le tractus respiratoire.